# Raganų kalnas
Raganų kalnas nebo Raganos kalnas, česky Kopec čarodějnic nebo Čarodějnický vrch dříve také nazývaný Jono kalno nebo Raganų skulptūrų ekspozicijos kalnu, je cca 42 m n. m. vysoká písečná zalesněná duna v Juodkrantė ve městě/okrese Neringa v Klaipėdském kraji v západní Litvě. Nachází se také na Kuršské kose v Národním parku Kuršská kosa. Je proslulý skupinou dřevěných lidových soch postavených v roce 1979.

## Další informace
Raganų kalnas je opředen legendami o čertech/ďáblech, čarodějnicích, lidech a bohyni Ragė (Čarodějka). V 19. století a na počátku 20. století se na místě slavil Rasas (tj. svátek sv. Jana). Inspirován těmito příběhy přišel Juodkrantský lesník Jonas Stanius s nápadem oživit staré příběhy v podobě soch. V roce 1979 bylo uspořádáno první tvůrčí sympozium na kterém se sešli lidoví řezbáři z celé Litvy, aby vytvořili prvních 25 soch. Později se sympozia mnohokrát opakovala se zaměřením na vytváření nových soch a restaurování starších soch. V roce 2007 bylo v parku asi 80 dřevěných soch, mezi kterými jsou bohyně Neringa, Naglis, pohádkové postavy, pekelná bráná, dáblové/čerti, kohout aj. Sochy jsou celoročně volně přístupné. Soch jsou dílem několika sochařů, např. Eduardas Jonušas, Antanas Česnulis, Juozas Jakštas aj.

## Galerie

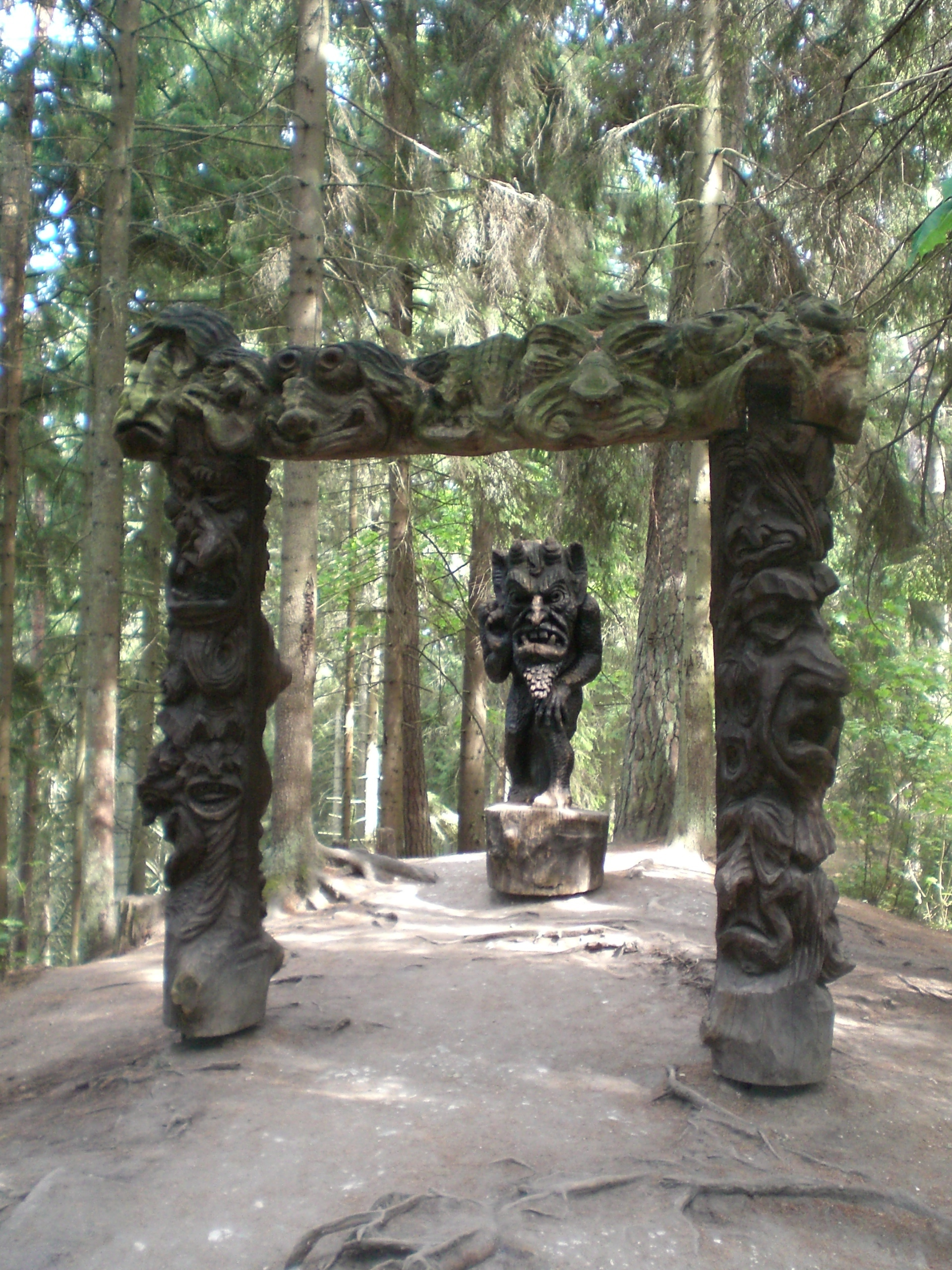
Lucifer a brána do pekla
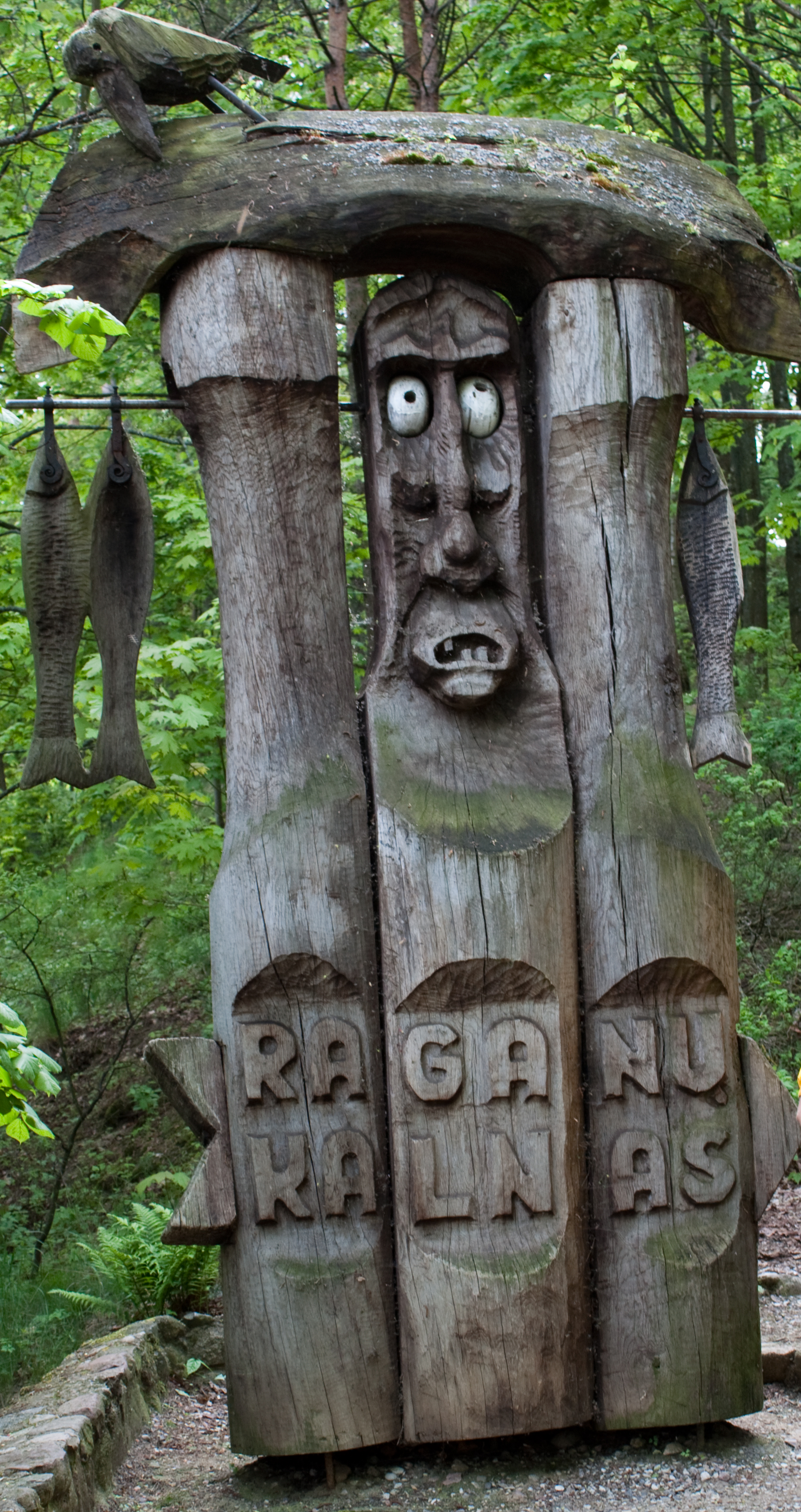
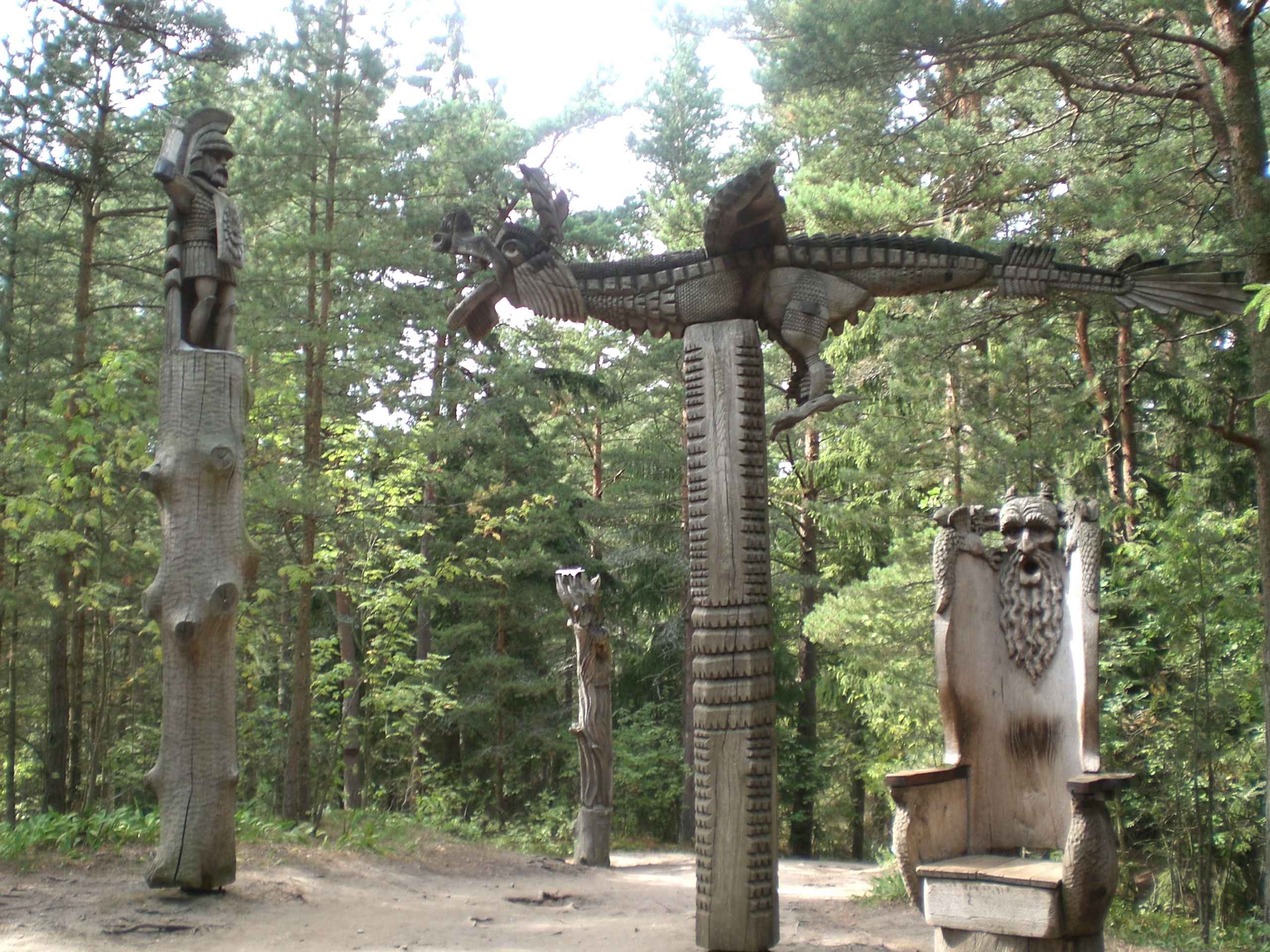
Drak se kterým bojuje lovec
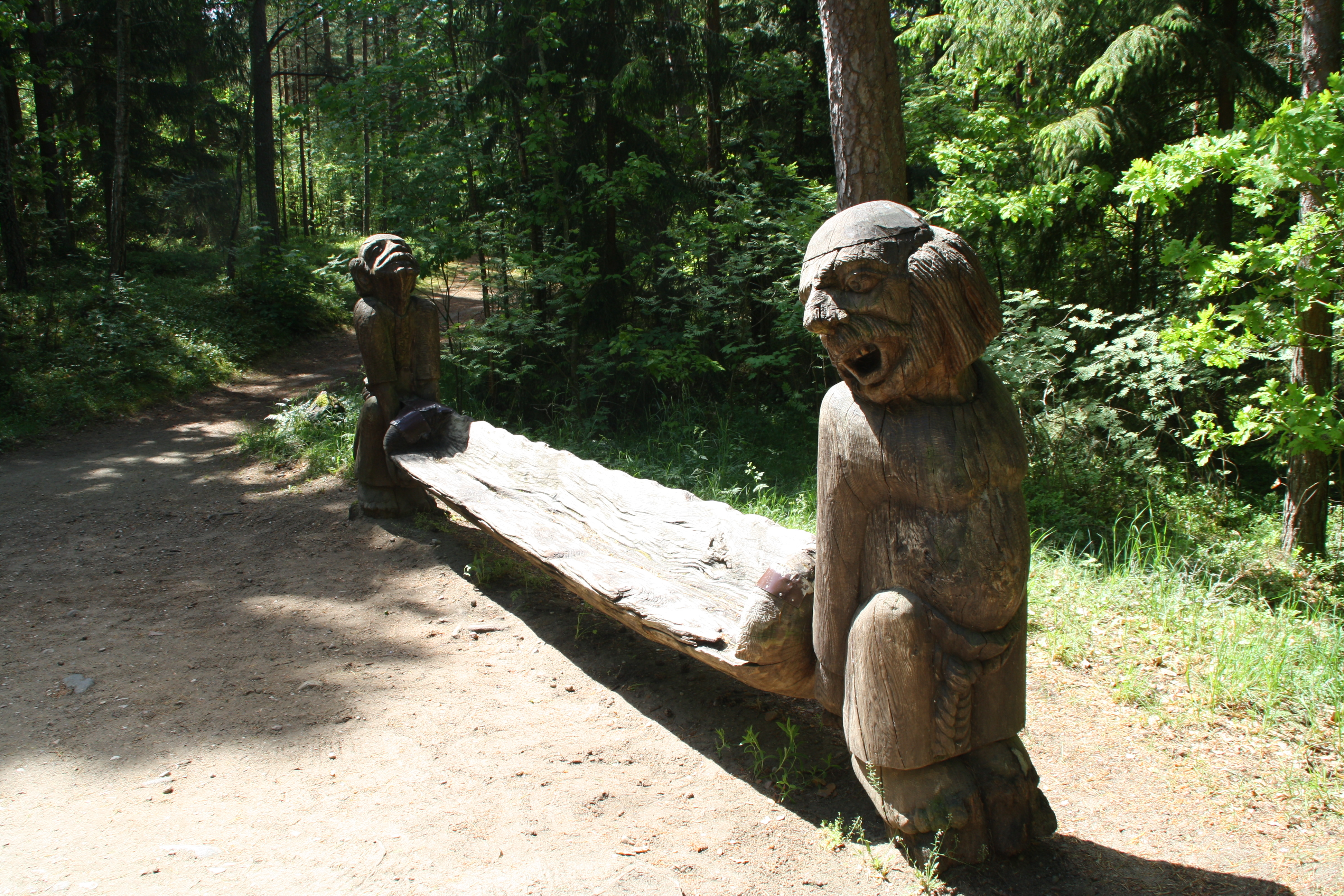
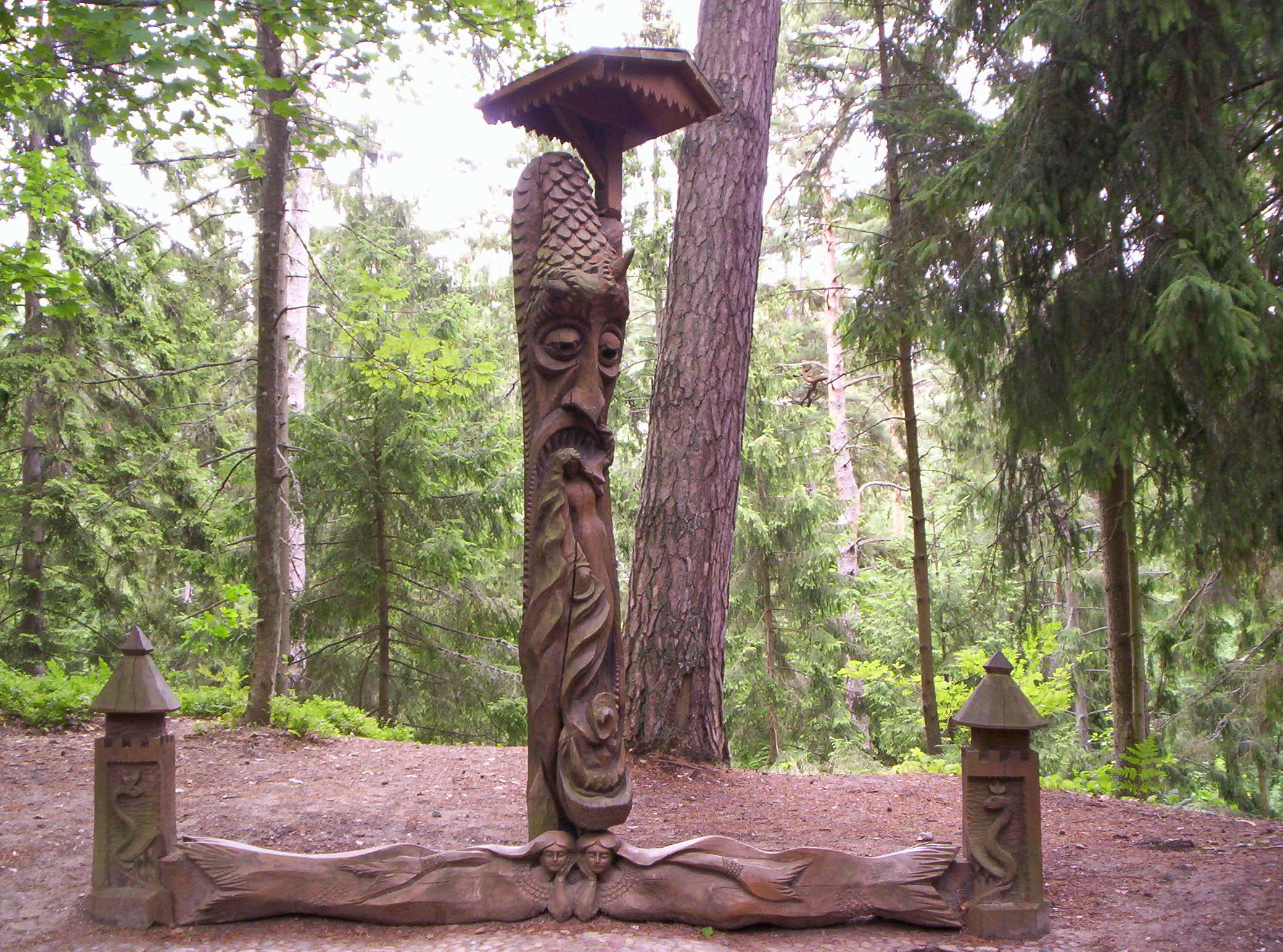